# جديدة (كسروان)
جديدة  هي قرية لبنانية من قرى قضاء كسروان في محافظة جبل لبنان.